# Данія на зимових Олімпійських іграх 1968
Данія на зимових Олімпійських іграх 1968 року, які проходили у французькому місті Гренобль, була представлена трьома спортсменами (двома чоловіками та однією жінкою) всі виступали у лижних гонках. Вперше у складі данської команди на зимових Олімпійських іграх була жінка. Прапороносцем на церемоніях відкриття та закриття Олімпійських ігор була лижниця Кірстен Карлсен.
Жодних медалей країна на цій Олімпіаді не завоювала.

## Лижні гонки
Чоловіки
| Дисципліна | Спортсмен     | Дистанція | Дистанція |
| Дисципліна | Спортсмен     | Час       | Місце     |
| ---------- | ------------- | --------- | --------- |
| 15 км      | Аполло Люнге  | 1'00:34.8 | 67        |
| 15 км      | Свенд Карлсен | 56:09.5   | 57        |
| 30 км      | Аполло Люнге  | 1'55:40.0 | 62        |
| 30 км      | Свенд Карлсен | 1'50:51.8 | 53        |

Жінки
| Дисципліна | Спортсмен       | Дистанція | Дистанція |
| Дисципліна | Спортсмен       | Час       | Місце     |
| ---------- | --------------- | --------- | --------- |
| 5 км       | Кірстен Карлсен | 19:56.6   | 34        |
| 10 км      | Кірстен Карлсен | 46:56.2   | 32        |